# Polarografi

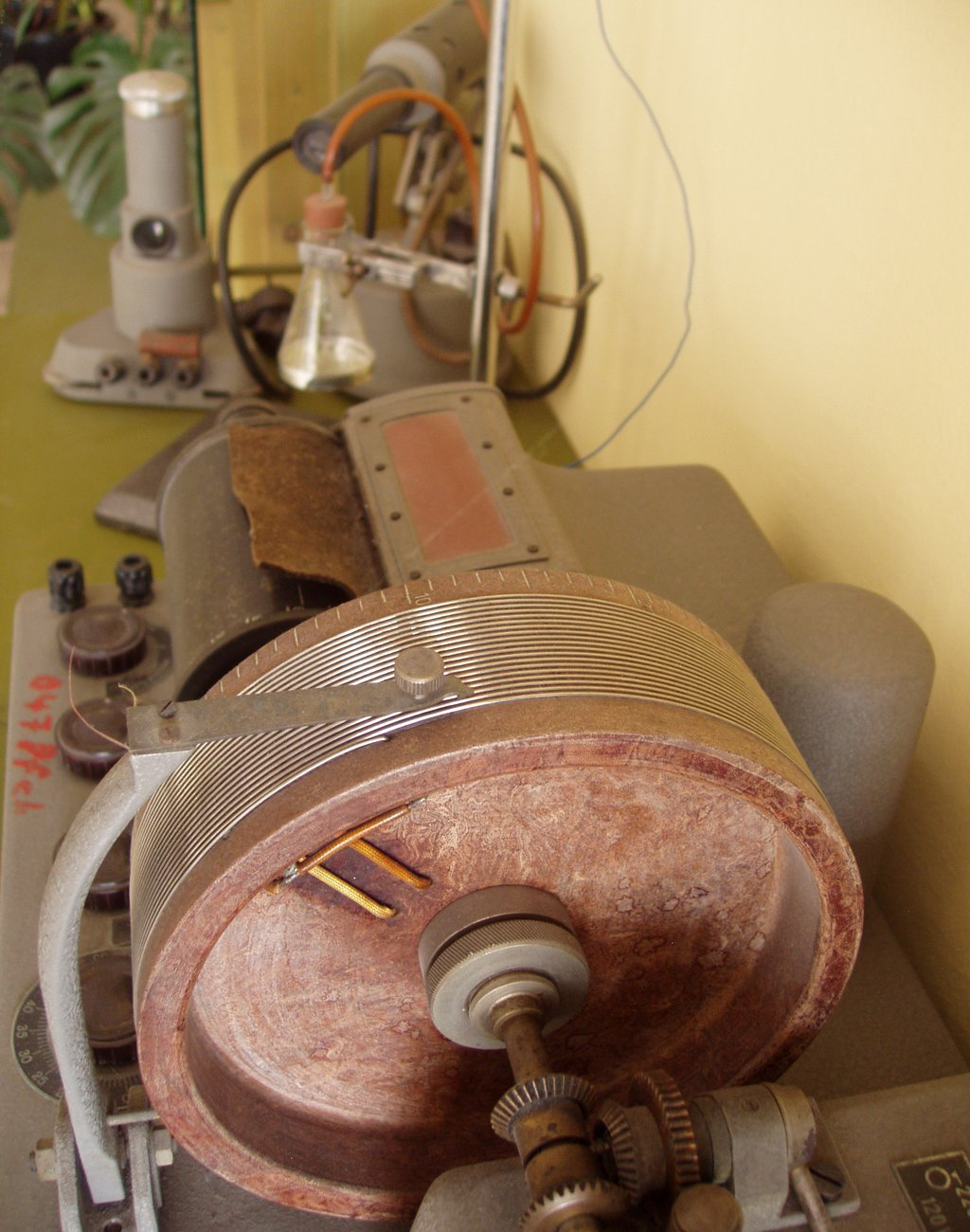
Heyrovskýs polarograf.

Polarografi är en metod att elektrokemiskt analysera lösningar av reducerbara eller oxiderbara substanser. Metoden som utvecklades av Jaroslav Heyrovský 1922, lämpar sig för både kvalitativ och kvantitativ analys av många oorganiska och organiska substanser. 

## Funktion
Lösningen som skall analyseras placeras i en elektrolyscell med två elektroder, varav den ena är en så kallad droppande kvicksilverelektrod. Man ökar gradvis den elektriska potentialen mellan elektroderna och avläser med en galvanometer styrkan hos den ström som passerar genom lösningen. Vanligen är strömstyrkan mycket låg, ända tills potentialskillnaden mellan elektroderna blivit så stor att den lösta substansen oxideras eller reduceras. Ökas då spänningen ytterligare stiger strömstyrkan mycket hastigt, varefter den åter stabiliserar sig.
Under förutsättning att lösningen endast innehåller en löst substans och att denna endast kan oxidras eller reduceras på ett enda sätt förblir sedan strömstyrkan mer eller mindre konstant (gränsström), oberoende om spänningen ökas ytterligare.
Halvvågspotentialen är en för substansen ifråga karakteristisk storhet, d. v. s. olika substanser har som regel olika halvvågspotentialer. Detta utgör grunder för den kvalitativa analysen. Ändringen av strömstyrkan beror bl. a. av koncentrationen av den ingående substansen.
Metoden är mycket känslig och ger möjlighet att påvisa så små halter som 10-9 moler per liter lösningsmedel. En annan fördel med denna analysmetod är att flera olika föreningar kan analyseras samtidigt. Förloppet kan då få ett utseende med flera separata språng i spänning/ström-diagrammet.

## Begränsningar
Det finns olika begränsningar i synnerhet för de klassiska polarografiexperimenten för kvantitativa analytiska mätningar. Eftersom strömmen mäts kontinuerligt under tillväxten av Hg-släpp, finns det ett betydande bidrag från kapacitiv ström. Eftersom Hg strömmar från slutet av kapillären, finns det initialt en stor ökning av ytarean.  Samtidigt kommer varje redoxprocess som uppträder att resultera i faradisk ström som avtar approximativt som kvadratroten av tiden (på grund av de ökande dimensionerna hos Nernsts diffusionsskikt). Den exponentiella minskningen av den kapacitiva strömmen är mycket snabbare än nedgången av faradisk ström; därmed är den faradiska strömmen proportionellt större i slutet av nedgången. 
Eftersom potentialen förändras under droppens livstid (förutsatt typiska experimentella parametrar för en 2 mV/s svephastighet och en 4 sekunders dropptid, kan potentialen förändras med 8 mV från början till slutet av en droppe), uttaget vid gränssnittet (kapacitiv ström) ger ett kontinuerlig bidrag till den totala strömmen, även i slutet av droppen när ytarean inte förändras lika snabbt. På det sättet sätter det typiska signalbruset i ett polarografiskt experiment gränserna för detektering till ca 10-5 eller 10-6 moler.